# Violinsonate
En violinsonate er en sonate for violin. Der er groft set tre typer af violinsonater:
- Sonate for soloviolin. De mest kendte er af J.S. Bach og Béla Bartók.
- Sonate for violin og klaver (eller cembalo). Det var Beethoven, der for alvor etablerede denne genre. Det er upræcist at kalde et værk af denne type en violinsonate: Komponisterne nævner i almindelighed begge instrumenterne som ligeberettigede, og i visse tilfælde er klaveret dominerende.
- Sonate for violin og basso continuo. De mest kendte er af Biber, Corelli og Tartini.

## Violinsonater
Komponister, der har skrevet violinsonater:
- Heinrich Ignaz Franz von Biber
  - Rosenkrans-sonater for violin og basso continuo.
- Arcangelo Corelli
  - Sonater for violin og basso continuo.
- Johann Sebastian Bach
  - 3 sonater for soloviolin
  - 6 sonater for violin og cembalo
  - 3 sonater for violin og basso continuo
- Giuseppe Tartini
  - Sonater for soloviolin
  - Sonater for violin og basso continuo.
- Ludwig van Beethoven
  - 10 sonater for violin og klaver
- Johannes Brahms
  - 3 sonater for violin og klaver
- Béla Bartók
  - Sonate for soloviolin
  - 3 sonater for violin og klaver